# Grazhdanski (Adiguesia)
Grazhdanski (del ruso: Гражданский) es un jútor del raión de Maikop en la república de Adiguesia de Rusia. Está a orillas del río Giagá, 20 km al norte de Tulski y 10 km al norte de Maikop, la capital de la república. Tenía 345 habitantes en 2010.
Pertenece al municipio Krasnoulskoye.